# Khaled Kasab Mahameed
Khaled Kasab Mahameed (Umm al-Fahm, 9 maggio 1962) è un avvocato palestinese con cittadinanza israeliana.

## Carriera
Nel 2003 il parroco di Nazaret, Emile Shoufani, organizza un pellegrinaggio interreligioso ad Auschwitz-Birkenau, con circa 500 fra musulmani, cristiani ed ebrei di cittadinanza israeliana.
Nel marzo del 2005 Mahameed istituisce (The Arab Institute for the Holocaust Research and Education) a Mazarteh un Holocaust Memorial. Il piccolo museo documenta gli orrori dell'Olocausto, esponendo fotografie acquistate dallo Yad Vashem, il ben noto museo della memoria sull'Olocausto di Gerusalemme.
L'Arab Institute for the Holocaust Research and Education tra gli altri website ha predisposto un link a collegarsi col museo di Mahameed al fine di informare gli Arabi circa il dramma dell'Olocausto. Secondo Mahameed il suo museo è il primo nel suo genere. Every week Mahameed goes to the West Bank to educate Palestinians about the Jewish Holocaust. Mahameed ha aperto un altro Memorial sull'Olocausto a Ni'lin nel gennaio del 2009 e il 21 aprile, in occasione dell'Holocaust Memorial Day, vi è stata una cerimonia d'inaugurazione ufficiale. Il fatto ha dato origine a Ni'lin a frequenti proteste contro la Barriera di separazione israeliana.
Mahameed mira a educare gli Arabi a studiare l'Olocausto, ritenendo che ciò possa contribuire a promuovere la pace israelo-palestinese.
Mahameed è stato criticato dalla parte araba per aver attirato l'attenzione sui problemi ebraici piuttosto che su quelli palestinesi, ma è stato ugualmente criticato dalla Anti-Defamation League (ADL), che ha la sua sede negli Stati Uniti, che lo ha accusato di aver operato una connessione impropria tra la situazione dei palestinesi e l'Olocausto. L'ADL crede che il museo di Mahameed generi l'impressione che i Palestinesi stiano soffrendo per la politica dello Stato d'Israele nei loro confronti e che il loro rifiuto di considerare illegittima l'occupazione ebraica delle loro terre si configuri come un'attività anti-israeliana tout court. malgrado la prima dichiarazione del vice-Direttore nazionale dell'ADL, Kenneth Jacobson avesse descritto l'iniziativa come "ottima", dopo aver visitato Khaled Kasab Mahameed e il suo museo.
Nel 2006, il Presidente della Repubblica iraniana, Mahmud Ahmadinejad, aveva invitato Mahameed alla "International Conference to Review the Global Vision of the Holocaust".  Mahameed sarebbe stato l'unico oratore ad affermare che l'Olocausto era stato nei fatti una realtà, se non si tiene conto del rabbino ultra-ortodosso anti-israeliano Aharon Cohen.  Tuttavia Ahmadinejad non dette più corso all'invito, avendo saputo che Mahameed era in possesso di un passaporto israeliano.
Secondo Ha'aretz, Mahameed intendeva dire alla conferenza: